# 樋口城 (下野国)
樋口城（ひぐちじょう）は、栃木県宇都宮市大字幕田小字御城（下野国河内郡）にあった日本の城（平山城）。

## 沿革
下野の名門氏族である宇都宮氏の一族と伝わる樋口氏によって貞応元年（1222年）に築城される。築城者として樋口主計頭との名前が残っているが、樋口氏は代々主計頭を名乗っていたため、年代的に初代と目されるものの特定が出来ない。
歴年の事績はほとんど伝わっていないが、戦国時代に入ると主城である宇都宮城を守る支城四十八館のひとつに数えられており、その防衛の最前線を担っていた。そして天正2年（1574年）、武田勝頼による下野侵攻が始まり、武田軍が金崎ヶ原に陣を敷くと、時の城主である樋口主計頭政時とその長子政成は、主君である宇都宮広綱の命により、宇都宮一族の今泉但馬守、逆面周防守、犬飼能登守らとともに先鋒として出陣。武田軍を前後から挟み夜襲をかけて退却させることに成功。しかし、この追撃戦において、樋口政時と政成父子は帰陣せずに行方不明となったため、主を失った樋口城は、そのまま廃城となった。

## 城郭
周囲は耕地に囲まれ、東西の川に挟まれた立地にあり、伝承では東西八十五間（約155ｍ）、南北百二十間（約218ｍ）の規模で、単郭ではなく、御城（主郭）・中城（二の郭）がある複郭の城で、現在も小字孫字名として残っている。
但し遺構については、ほとんどが宅地化されてしまい、現在は一部土塁と横堀となる空堀が残っているのみである。